# Strzelanina w szkole w Newtown
     Miejsce strzelaniny
     Miejsce zamieszkania sprawcy

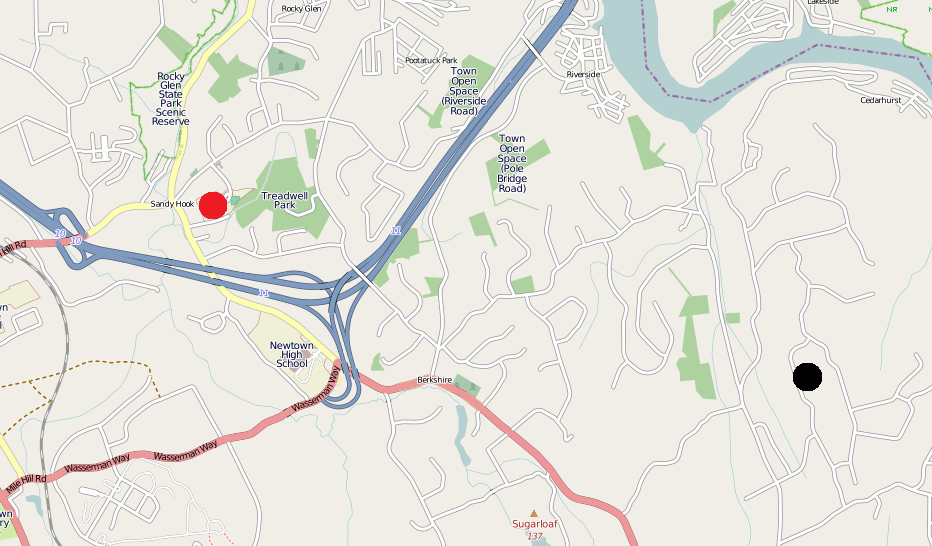
Miejsce strzelaniny
Miejsce zamieszkania sprawcy

Strzelanina w szkole w Newtown – miała miejsce 14 grudnia 2012 roku w szkole Sandy Hook Elementary School w Newtown w stanie Connecticut w Stanach Zjednoczonych. 20-letni Adam Lanza zastrzelił 26 osób, w tym 20 dzieci w wieku 6 i 7 lat i 6 dorosłych członków personelu, raniąc 2 inne osoby. Wcześniej tego dnia zastrzelił własną matkę w domu. Po tym, kiedy pierwsi funkcjonariusze przybyli na miejsce, Lanza popełnił samobójstwo, strzelając sobie w głowę z pistoletu.
Zdarzenie to jest czwartą pod względem liczby ofiar masową strzelaniną w Stanach Zjednoczonych. Strzelanina ta po raz kolejny wzbudziła ożywioną dyskusję o kontroli dostępu do broni w Stanach Zjednoczonych, pojawiły się m.in. propozycje wprowadzenia systemu weryfikowania przeszłości nabywców broni palnej oraz jej pochodzenia, oraz wprowadzenia na poziomie federalnym i stanowym zakazu sprzedaży broni szturmowej, a także magazynków mieszczących więcej niż 10 sztuk amunicji.
W listopadzie 2013 roku w raporcie wydanym przez biuro Adwokata Stanu Connecticut stwierdzono, że Lanza działał sam, ale nie wyjaśnił, dlaczego chciał tego dokonać i dlaczego obrał za cel tę szkołę. Raport wydany przez biuro Rzecznika Praw Dziecka w Connecticut w listopadzie 2014 roku donosił, że Lanza miał zespół Aspergera i kiedy był nastolatkiem, cierpiał na depresję, lęki i zaburzenia obsesyjno-kompulsyjne, ale stwierdzono, że same te zaburzenia nie doprowadziły do zabójczych czynów sprawcy. W raporcie napisano, że poważne i jeszcze pogarszające się zinternalizowane problemy ze zdrowiem psychicznym (...) połączone wraz z jego nietypową fascynacją przemocą (...) wraz z łatwym dostępem do śmiercionośnej broni palnej (...) okazały się receptą na dokonanie przez niego masowego zabójstwa.

## Sprawca
Sprawcą masakry był 20-letni Adam Lanza (popełnił samobójstwo bezpośrednio po dokonaniu masakry), urodzony 22 kwietnia 1992 w Exeter (New Hampshire). Jego matka, Nancy Lanza, rozwiodła się z mężem w grudniu 2008. Była pasjonatką broni. Po rozwodzie rodzina przeprowadziła się do Stamford w Connecticut. W momencie rozwodu Adam miał ukończone 16 lat. Już wcześniej, zdaniem rówieśników, był niespokojny i miał „poważne problemy”. W szkole (Newtown High School) Adam uczęszczał na zajęcia „kółka technologicznego”. Był pod opieką szkolnego psychologa. Starszy brat Adama, Ryan, twierdzi, że Adam zawsze był nerdem, ponadto wyróżniał się noszeniem specjalnego etui na długopisy oraz używaniem czarnej teczki zamiast plecaka. Według Tima Daltona, który chodził do jednej klasy ze sprawcą, był on dziwnym dzieckiem, od kiedy skończył 5 lat. Według jego brata Adam miał zespół Aspergera. Ponadto według jednego ze znajomych bardzo słabo odczuwał ból. Motywy Lanzy pozostają niejasne. Ze względu na praktyczny brak jakichkolwiek oficjalnych informacji o jego motywach, niedługo po strzelaninie zaczęły tworzyć się teorie spiskowe na temat masakry. Niektóre osoby twierdziły, że strzelanina była wyreżyserowanym aktem, mającym wzbudzić strach w sercach społeczeństwa, żeby zmusić obywateli i lobby strzeleckie w USA do poparcia uchylenia drugiej poprawki do konstytucji Stanów Zjednoczonych, gwarantującej obywatelom swobodny dostęp do broni palnej. Z kolei Press TV, oficjalna państwowa placówka medialna Iranu, znana z promowania antysemickich teorii spiskowych, stwierdziła, że Adam Lanza był członkiem rzekomo istniejących izraelskich szwadronów śmierci. W wydanym w listopadzie 2013 roku raporcie policji stanu Connecticut i Adwokata Biura Praw Dziecka Stanu Connecticut stwierdzono, iż wszystko wskazuje na to, że Lanza nieprzypadkowo wybrał Sandy Hook na miejsce masakry, ale nie wyjaśnił, dlaczego chciał to zrobić i jakie miał ku temu dokładne powody. W tym samym raporcie stwierdzono, że prawdziwe motywy Lanzy już nigdy mogą nie ujrzeć światła dziennego, gdyż zabił zarówno siebie, jak i swoją matkę, która była wówczas jedyną osobą, która dobrze go znała.

### Możliwe motywy
Jedną z teorii odnośnie do motywów sprawcy jest zemsta za nieokreślone doznanie krzywdy przez sprawcę. Według niektórych doniesień matka Lanzy uczyła w szkole Sandy Hook inne dzieci, kiedy ten sam był w ich wieku, co mogło powodować zazdrość. Podobna teoria dotyczy zazdrości sprawcy wobec rozwinięcia się umiejętności społecznych innych osób w wieku dziecięcym i nastoletnim – Lanza miał trudności w relacjach z rówieśnikami ze względu na zespół Aspergera.
W udzielonym w 2013 roku wywiadzie ojciec sprawcy Peter Lanza stwierdził, że jego syn mógł cierpieć na niewykrytą schizofrenię, a on i jego matka błędnie przypisywali jego dziwne zachowanie i rosnącą izolację zespołowi Aspergera.
W oficjalnym raporcie z 2013 roku stwierdzono odnośnie do sprawcy, że: (...) jego poważne, zinternalizowane problemy ze zdrowiem psychicznym, połączone z nietypowym zaabsorbowaniem przemocą (...) i dostęp do śmiercionośnej broni, okazały się receptą na masowe morderstwo.
Inne teorie twierdziły, że za zamachem kryje się motyw polityczno-światopoglądowy – niedługo po masakrze odkryto i potwierdzono, że Lanza pisał na forach poświęconych innym masakrom szkolnym obszerne teksty o skrajnie lewicowym charakterze, w których pojawiają się wątki dotyczące m.in. kwestii związanych z pedofilią, która – według Lanzy – powinna być zrównana z orientacjami seksualnymi jak heteroseksualizm czy homoseksualizm ze względu na domniemane prześladowanie, czy dyskryminację pedofilów. Nie znaleziono jednak dowodów na to, żeby te teksty mogły pokazywać prawdziwe motywy Lanzy i były raczej jedynie wyrażeniem jego światopoglądu w internecie. Odkryto również, że na rok przed masakrą Adam Lanza zadzwonił do AnarchyRadio, przedstawiając się jako Greg i opowiadał redaktorowi Johnowi Zerzanowi o kwestiach związanych z anarchoprymitywizmem.
Lanza był zafascynowany masowymi strzelaninami, w szczególności masakrą w Columbine High School, masakrą w Virginia Tech i strzelaniną na Northern Illinois University z 2008. Pisał na forum znanym jako Shocked Beyond Belief, gdzie wyrażał swoje przemyślenia o motywach sprawców tych strzelanin. Na angielskiej Wikipedii edytował również artykuły o masowych strzelaninach.

### Wyciek informacji o sprawcy z portalu Reddit
W 2021 roku we wrześniu jeden z użytkowników działu r/masskillers portalu Reddit odkrył na kanale YouTube konto należące do sprawcy ataku w Newtown i zamieścił tę informację na portalu. Konto sprawcy miało się nazywać według tych informacji CulturalPhilistine i zawierało pełno filmów na temat anarchoprymitywizmu, antynatalizmu i depresyjnych filozofii. Dzień po odkryciu tego konta, zostało ono zablokowane przez portal YouTube we współpracy z FBI i zostało oficjalnie potwierdzone, że konto należało do Lanzy. Filmy opublikowane przez sprawcę masakry były datowane na okres od września 2011 roku do stycznia 2012 roku. Lanza opowiadał w tych filmach o wielu różnych rzeczach związanych z jego ideologią i poglądem na życie i kulturę, a zapis audio jednego z tych filmów sugeruje, że portal YouTube wielokrotnie go upominał za namawianie innych użytkowników do samobójstw – Lanza odniósł się do tego, iż chce uwolnić ludzi od życia.
W lutym 2022 roku światło dzienne ujrzały zapisy audio kolejnych filmów z kanału Lanzy na YouTube, także za pośrednictwem Reddita. W tym samym miesiącu jeden z użytkowników tego portalu oznajmił, iż udało mu się dotrzeć do nigdy wcześniej nieopublikowanych przez śledczych materiałów przedstawiających miejsce masakry w Newtown bezpośrednio po tym wydarzeniu i zapowiedział ich publikowanie, twierdząc, że ma na to pozwolenie ze strony policji w Connecticut i FBI – użytkownik faktycznie opublikował kilka postów ze zdjęciami z miejsca masakry.

## Przebieg strzelaniny

### Morderstwo Nancy Lanzy
Przed godziną 9:30 Adam Lanza zastrzelił karabinem Marlin.22 swoją 52-letnią matkę; zwłoki z czterema ranami postrzałowymi głowy odnaleziono na łóżku. Następnie jej samochodem pojechał do szkoły Sandy Hook, oddalonej o około 5 mil (8 km) od jego domu.

### Początek strzelaniny
Krótko po godzinie 9:30 Lanza, uzbrojony w samopowtarzalny karabinek Bushmaster AR-15 kaliber.223 oraz pistolety Glock 20 SF i SIG Sauer P226, wtargnął do budynku, rozbijając strzałami szklane drzwi do głównego wejścia szkoły. Sprawca był ubrany na czarno,w długie spodnie,koszulę polo z krótkimi rękawami,czarny kapelusz oraz ciemnozieloną kamizelkę.Miał także żółte zatyczki do uszu.Z domu zabrał ze sobą również okulary przeciwsłoneczne które pozostawił w samochodzie. Niektóre osoby, znajdujące się w szkole, usłyszały pierwsze strzały Lanzy przez szkolny system domofonowy, który był używany do porannych ogłoszeń. Lanza, po wejściu do szkoły, zastrzelił idące szkolnym korytarzem dyrektorkę szkoły Dawn Lafferty Hochsprung i psycholog Mary Sherlach. Wraz z nimi szła jedna z nauczycielek Natalie Hammond, która została ciężko ranna. Ranna Hammond zdołała doczołgać się do drzwi szkolnego biura dla personelu. Lanza następnie wszedł do sekretariatu szkolnego, ale od razu wyszedł, ponieważ nie zauważył nikogo, kto mógłby się tam ukrywać. W rzeczywistości w biurze przebywała wówczas szkolna pielęgniarka Sarah Cox, która ukryła się pod biurkiem, co uratowało jej życie oraz szkolna sekretarka Barbara Halstead, która była ukryta w innej części sekretariatu. Kiedy Lanza wyszedł z ich biura, obie kobiety zadzwoniły pod numer alarmowy 911. Szkolny woźny Rick Thorne biegł korytarzem, ostrzegając nauczycieli o strzelaninie. Wówczas w szkole wybuchła panika. Nauczyciele starali się ewakuować podopiecznych z budynku, tłumacząc im, że na korytarzach szaleje dzikie zwierzę. Niektóre dzieci chowały się przed napastnikiem w toaletach i szafach.

### Masakry w klasach

Plan klas w szkole podstawowej Sandy Hook, wraz z pozycją sprawcy; zaznaczone są klasa nr 8, gdzie zginęło najwięcej dzieci, klasa nr 10, gdzie zginęło kilka dzieci wraz z dwiema nauczycielkami i sprawcą, klasa nr 12, gdzie sprawca chciał wejść ale nie był w stanie, biuro zaznaczone literą o, gdzie sprawca na chwilę wszedł w poszukiwaniu ofiar, a także sala konferencyjna zaznaczona numerem 9, gdzie akurat odbywało się spotkanie, którego członkowie byli pierwszymi osobami zabitymi w ataku.

Lanza, po wyjściu z sekretariatu, skierował się do sali, w której uczyli się pierwszoklasiści. W sali znajdowało się 16 dzieci i dwie nauczycielki. Lanza zaczął strzelać od razu po wejściu. Najpierw zastrzelił obie nauczycielki, a później otworzył ogień do bezbronnych uczniów. Napastnik zastrzelił 15 dzieci, które uczyły się w tej klasie. Jedyną osobą, która przeżyła masakrę w tej klasie była 6-letnia dziewczynka, która po strzelaninie opowiadała, że gdy padły pierwsze strzały schowała się w łazience, a sprawca jej nie zauważył i, myśląc, że zabił wszystkich, opuścił klasę. Napastnik następnie postrzelił znajdującą się na korytarzu nauczycielkę Deborah Pisani, która wyjrzała z klasy, żeby sprawdzić sytuację. Chwilę później wszedł do klasy 27-letniej nauczycielki historii Victorii Leigh Soto i zastrzelił dwoje uczniów, ukrywających się pod ławkami, a następnie przebywającą tam inną nauczycielkę. Następnie spytał się przebywającej w klasie Soto, gdzie jest reszta dzieci z jej klasy. Soto stwierdziła, że pozostałe dzieci wyszły z klasy. Kiedy Lanza chciał wyjść z klasy, wówczas ukryte w klasowej łazience dzieci, wybiegły ze swoich kryjówek, myśląc, że napastnik już sobie poszedł. Morderca wtedy zaczął do nich strzelać. Soto rzuciła się wtedy w kierunku dzieci, zasłaniając je swoim ciałem, i zginęła od kul napastnika. Chwilę później napastnikowi zaciął się karabin, przez co sprawca zdecydował się opuścić klasę. Poświęcenie się przez Soto w obronie dzieci i związany z tym zbieg okoliczności z zacięciem się karabinu sprawcy najprawdopodobniej zapobiegły dalszemu kontynuowaniu masakry przez napastnika. W klasie Soto zginęło łącznie pięciu uczniów – dwoje zostało zastrzelonych pod biurkami, a pozostałe trzy po wybiegnięciu ze swoich kryjówek.

### Samobójstwo strzelca
Adam Lanza zastrzelił się o godz. 9:40:03. W tym czasie na miejscu zdarzenia zaczęły pojawiać się osoby postronne. Lanza dokonał samobójstwa, strzelając sobie w tylną dolną część głowy. Motywy, które nim kierowały, do dziś pozostają niejasne.

## Podsumowanie
Masakra w szkole w Newtown była najgorszą pod względem liczby ofiar szkolną strzelaniną w historii Stanów Zjednoczonych (nie licząc uniwersytetów). Sprawca strzelał przez 5 minut – od godziny 9:35 do godziny 9:40:03. W masakrze zginęło 28 osób – 20 dzieci, dyrektorka, szkolna psycholog i cztery nauczycielki, matka sprawcy i sam sprawca masakry. 27 z 28 ofiar zginęło w szkole, jedyną ofiarą, która została zastrzelona poza nią była matka sprawcy, która zginęła w domu. Dwie osoby zostały ranne – były to nauczycielki tej szkoły.
Według świadków sprawca oddał ok. 100 strzałów.

## Reakcje
Wielu światowych przywódców potępiło zamach na dzieci w szkole w Newtown. W Stanach Zjednoczonych rozpoczęła się kolejna dyskusja (jak po wielu innych strzelaninach) o zaostrzeniu dostępu do broni palnej. Wiele szkół podstawowych na całym świecie (w tym w Polsce) rozpoczęło akcje przeciwko przemocy i akcje „uspokajania” dzieci uczących się w tego rodzaju placówkach.
- Stany Zjednoczone: Prezydent Barack Obama przesłał kondolencje rodzinom ofiar, potępiając zbrodnię i wydał krótkie oświadczenie, w którym stwierdził m.in.: Wiem, że w Ameryce nie ma ani jednego rodzica, który nie odczuwałby takiego samego przemożnego żalu, jaki odczuwam ja (...) Wśród ofiar były dzieci, byli nauczycielki i nauczyciele. To łamie nasze serca[30].
- Wielka Brytania: Królowa Elżbieta II przesłała kondolencje rodzinom ofiar i stwierdziła, że jest głęboko poruszona zbrodnią w Sandy Hook. Kondolencje złożył także mąż monarchini, książę Filip[30].
- Rosja: Prezydent Władimir Putin złożył kondolencje narodowi amerykańskiemu w związku z masakrą w szkole w Newtown[32].
- Polska: Prezydent Bronisław Komorowski i premier Donald Tusk złożyli Obamie kondolencje i potępili działania strzelca[30].
- ONZ: Sekretarz generalny Ban Ki Mun napisał w liście do gubernatora stanu Connecticut, że jest zszokowany atakiem na dzieci w szkole w Newtown i złożył na jego ręce kondolencje i wyrazy ubolewania w związku z zamachem[30].

Amerykański reżyser Michael Moore, znany z filmu Bowling for Columbine, w którym poruszał temat kontroli broni i zabójstw jej użyciem w USA, zaapelował na Twitterze do rządu USA o podjęcie natychmiastowych działań ws. zaostrzenia dostępu do broni palnej w USA. Jego reakcja została jednak skrytykowana przez Biały Dom i rzecznika rządu, a niektórzy stwierdzili, że reżyser wykorzystuje tragedię do własnych celów.
Amerykański prezenter radiowy Alex Jones, właściciel „Infowars” – skrajnie prawicowego portalu publikującego m.in. teorie spiskowe – publikował po strzelaninie twierdzenia, że wydarzenie to było mistyfikacją, a rodzice zamordowanych dzieci byli rzekomo tylko aktorami zatrudnionymi na jej potrzeby. Wskutek procesu wytoczonego Jonesowi w 2018 r. przez rodziców jednej z ofiar, został on w 2022 r. uznany za winnego rozpowszechniania nieprawdziwych informacji i zobowiązany do zapłacenia rodzicom dziecka łącznie ponad 45 milionów dolarów.

## Wpływ
Potwierdzono, że zbrodnia Lanzy zainspirowała innych strzelców z USA, takich jak Karl Pierson, Chris Harper-Mercer, Randy Stair, William Atchison czy David Moore.

## Lista ofiar śmiertelnych
W strzelaninie zginęli:

1. Charlotte Bacon (lat 6)
2. Daniel Barden (lat 7)
3. Rachel d’Avino (lat 29)
4. Olivia Engel (lat 6)
5. Josephine Gay (lat 7)
6. Dylan Hockley (lat 6)
7. Dawn Hochsprung (lat 47)
8. Madeline Hsu (lat 6)
9. Catherine Hubbard (lat 6)
10. Chase Kowalski (lat 7)
11. Adam Lanza (lat 20)
12. Nancy Lanza (lat 52)
13. Jesse Lewis (lat 6)
14. Ana Marquez-Greene (lat 6)
15. James Mattioli (lat 6)
16. Grace McDonnell (lat 6)
17. Anne Marie Murphy (lat 52)
18. Emilie Parker (lat 6)
19. Jack Pinto (lat 6)
20. Noah Pozner (lat 6)
21. Caroline Previdi (lat 6)
22. Jessica Rekos (lat 6)
23. Avielle Richman (lat 6)
24. Lauren Rousseau (lat 30)
25. Mary Sherlach (lat 56)
26. Victoria Soto (lat 27)
27. Benjamin Wheeler (lat 6)
28. Allison Wyatt (lat 6)